# Chorodna vulpinaria
Chorodna vulpinaria là một loài bướm đêm trong họ Geometridae.